# Zosen
Zosen ist eine Ortschaft in der Gemeinde Hüttenberg im Bezirk Sankt Veit an der Glan in Kärnten. Die Ortschaft hat 62 Einwohner (Stand 1. Jänner 2024).

## Lage
Die Ortschaft liegt nördlich des Gemeindehauptorts Hüttenberg. Zu ihr gehören alle Häuser in der Katastralgemeinde Zosen. Die Häuser in der Heft liegen an der Mosinzer Landesstraße (L 89), der Rest der Ortschaft – mit Ausnahme des Hofes Zedlitzer – ist auf verschiedenen, teils unbefestigten Zufahrten von jener Landesstraße aus erreichbar.

### Ortschaftsbestandteile
Im Gegensatz zu vielen anderen Kärntner Gemeinden wurde in der ehemaligen Gemeinde St. Johann am Pressen nur jeweils eine Ortschaft pro Katastralgemeinde geführt, was für diese Katastralgemeinden auch nach der Zusammenlegung mit der Gemeinde Hüttenberg bis heute so beibehalten wird. Daher gehören zur Ortschaft Zosen folgende Ortschaftsbestandteile:

#### Zosen (Dorf)
Zosen im engeren Sinn ist die Siedlung um die Filialkirche Zosen. Das schließt die Höfe Jodl (Nr. 2), Hansele (Nr. 3), Dosslitzer (Nr. 5), Pfeifer (früher: Höfentrager, Nr. 6), Schreitl (Nr. 11), Blassebauer (Nr. 13), Stocker (Nr. 18) und Urbelebaur (Nr. 22) ein. Etwas abseits im Südosten liegt der ehemalige Gewerkensitz Lattachhof (auch Zosenegg, Höfl-Gut, Höfler; Nr. 30).
Bei den Volkszählungen wurde für das Dorf Zosen ausgewiesen:
- 1910: 15 Häuser, 79 Einwohner
- 1923: 14 Häuser, 68 Einwohner
- 1961: 15 Häuser, 51 Einwohner

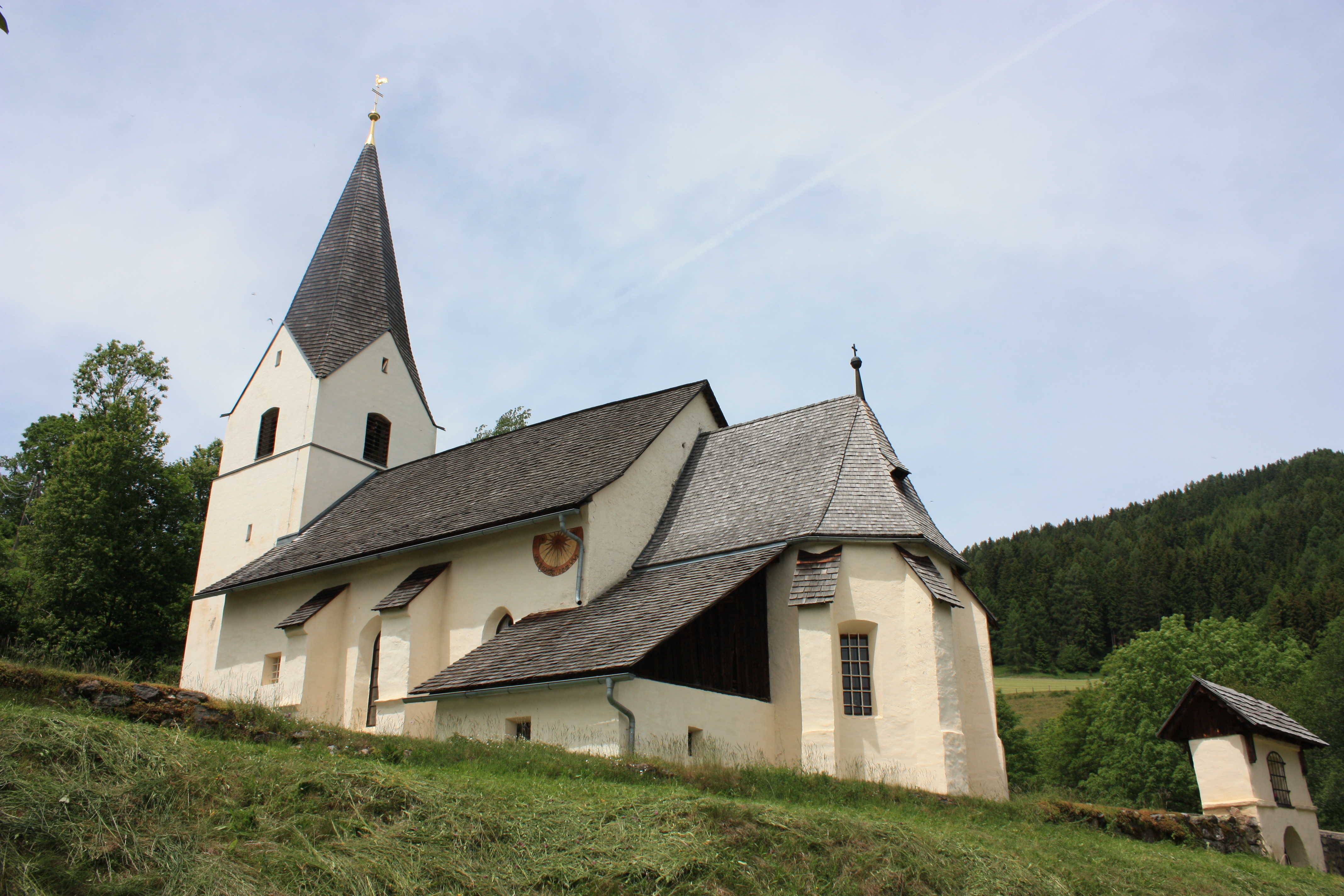
Filialkirche St. Michael, Zosen
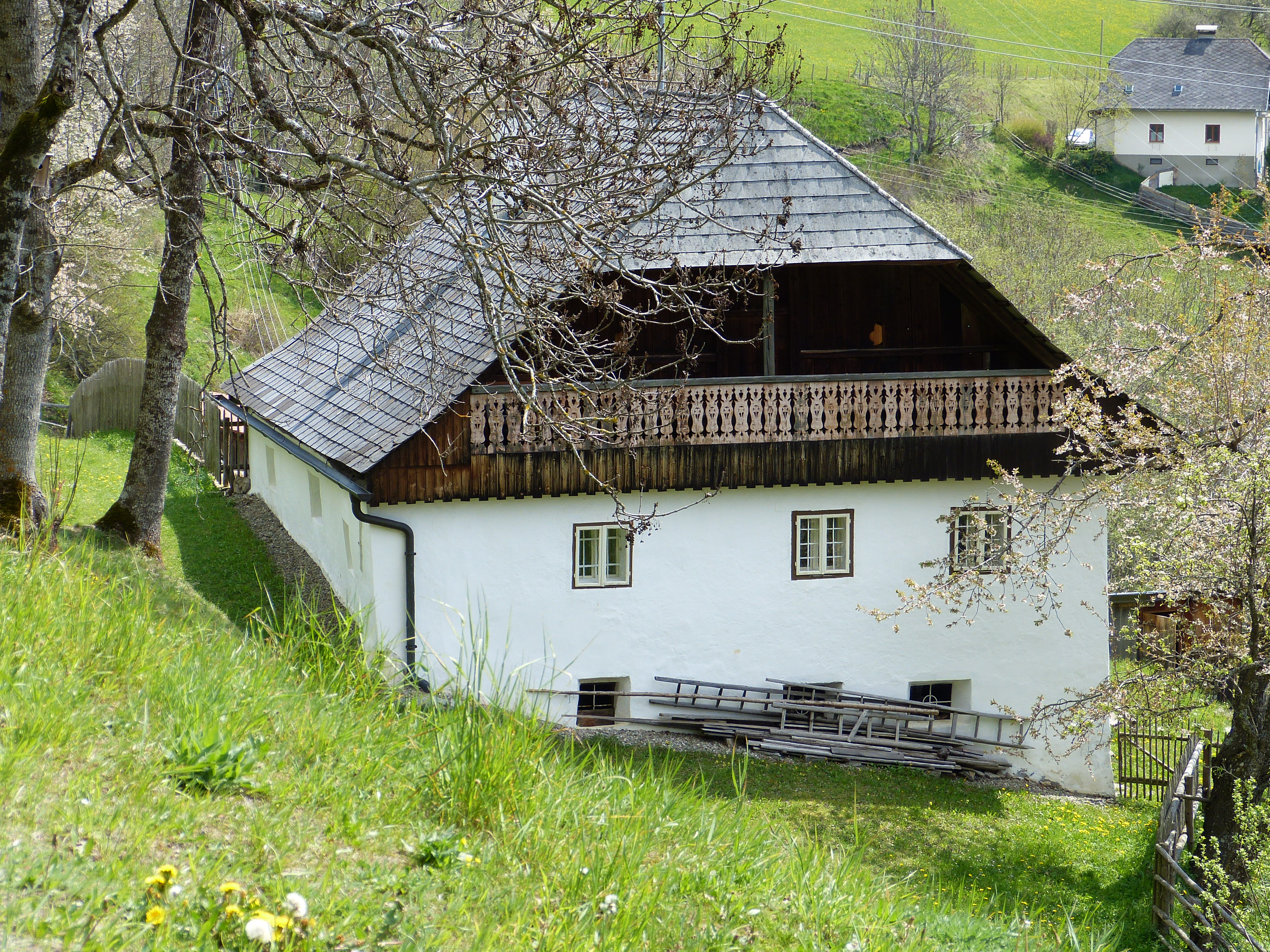
Dosslitzer
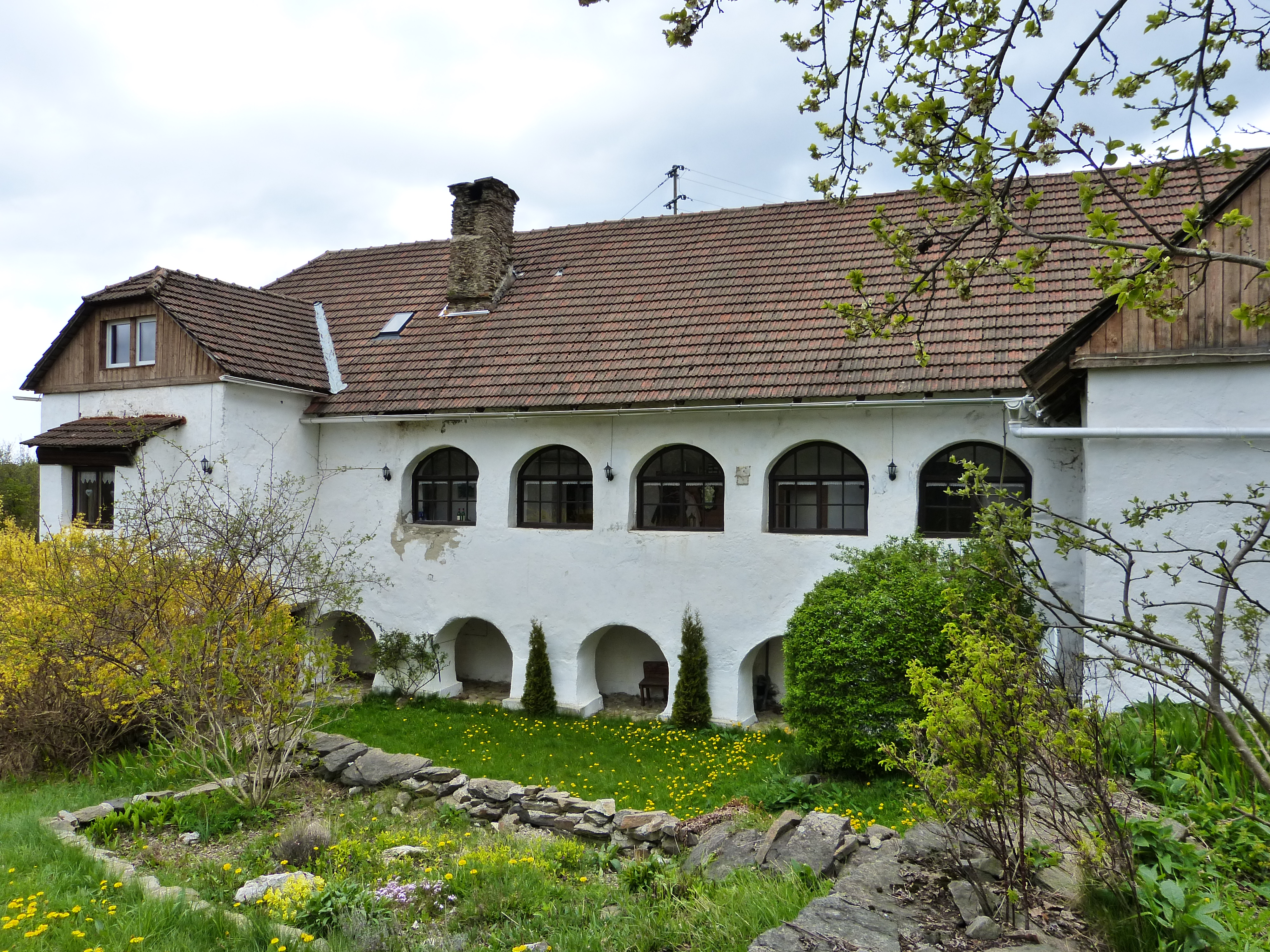
Lattachhof

#### Zosen (Streusiedlung)
Im weiteren Sinn gehören zu Zosen einige weit um das Dorf verstreute Höfe. Viele der früher in diesem Bereich bestehenden Gebäude sind durch Land- und Höhenflucht mittlerweile abgekommen.
Nordöstlich des Dorfs liegen die Höfe Pockhofer (Nr. 31) und Kerschbaumer (Nr. 32), sowie noch weiter im Nordosten, jenseits des Gießgrabens, die Höfe Fuchs (Nr. 39) mit nebenstehender denkmalgeschützter ehemaliger Schmiede, Meissl (Nr. 43) und Jakelebauer (Nr. 44).
Südlich des Dorfs liegt der Plintenhof (Nr. 27). Noch weiter südlich, unmittelbar oberhalb von Hüttenberg, befinden sich am Schlossriegel der Schlossriegler (Nr. 26) mit den Resten der ehemaligen Burg sowie ein aus der Burgkapelle hervorgegangenes Wohnhaus (Nr. 1).
Am südwestlichen Rand der Katastralgemeinde liegt der Hof Zedlitzer (Nr. 24), der als einziges Gebäude der Ortschaft Zosen von Westen her, von der Görtschitztal Straße aus, erreichbar ist.
Bei den Volkszählungen wurde für die Streusiedlung Zosen ausgewiesen:
- 1910: 22 Häuser, 134 Einwohner
- 1923: 25 Häuser, 160 Einwohner
- 1961: 15 Häuser, 90 Einwohner

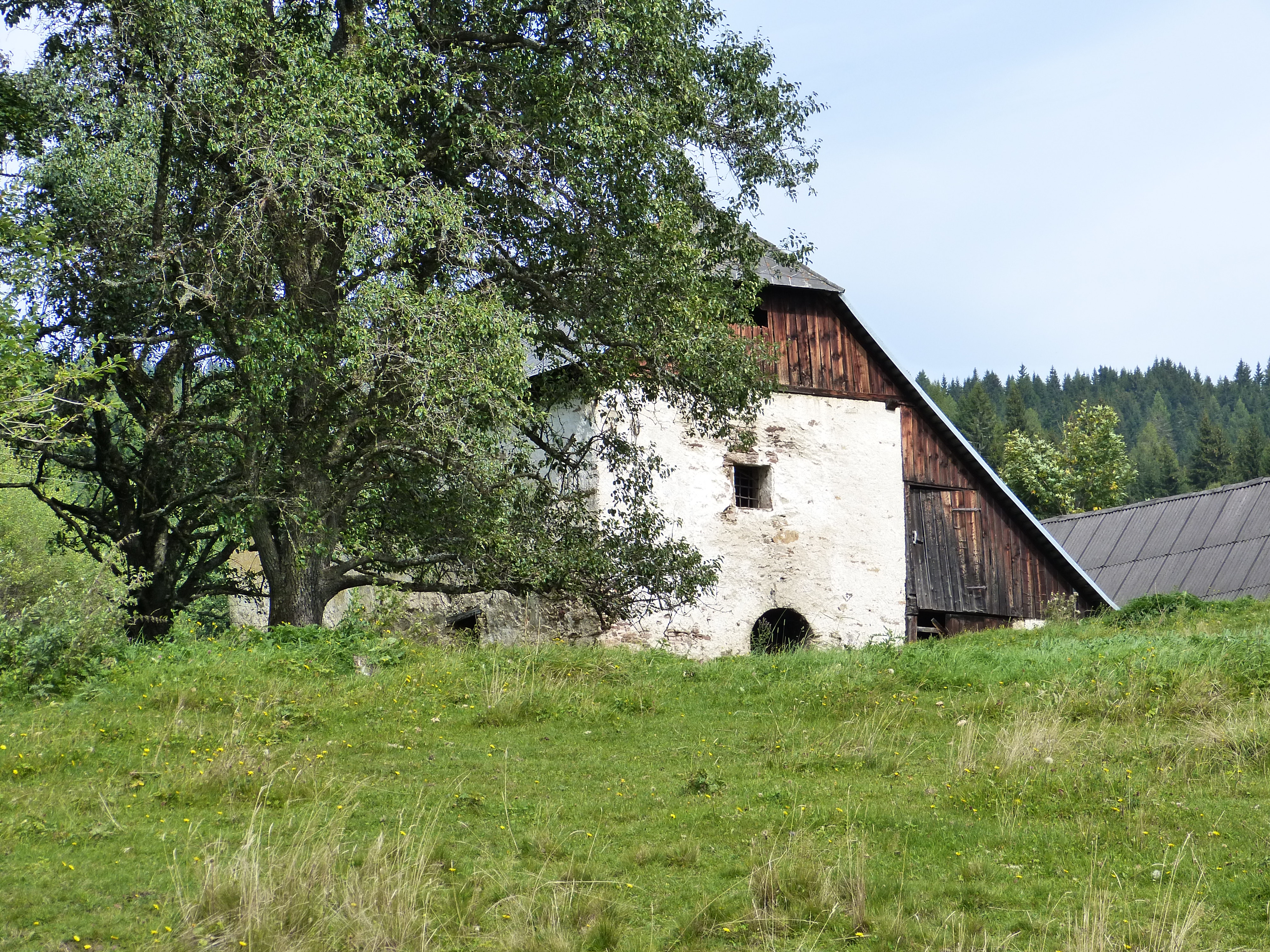
Ehemalige Schmiede, beim Fuchs
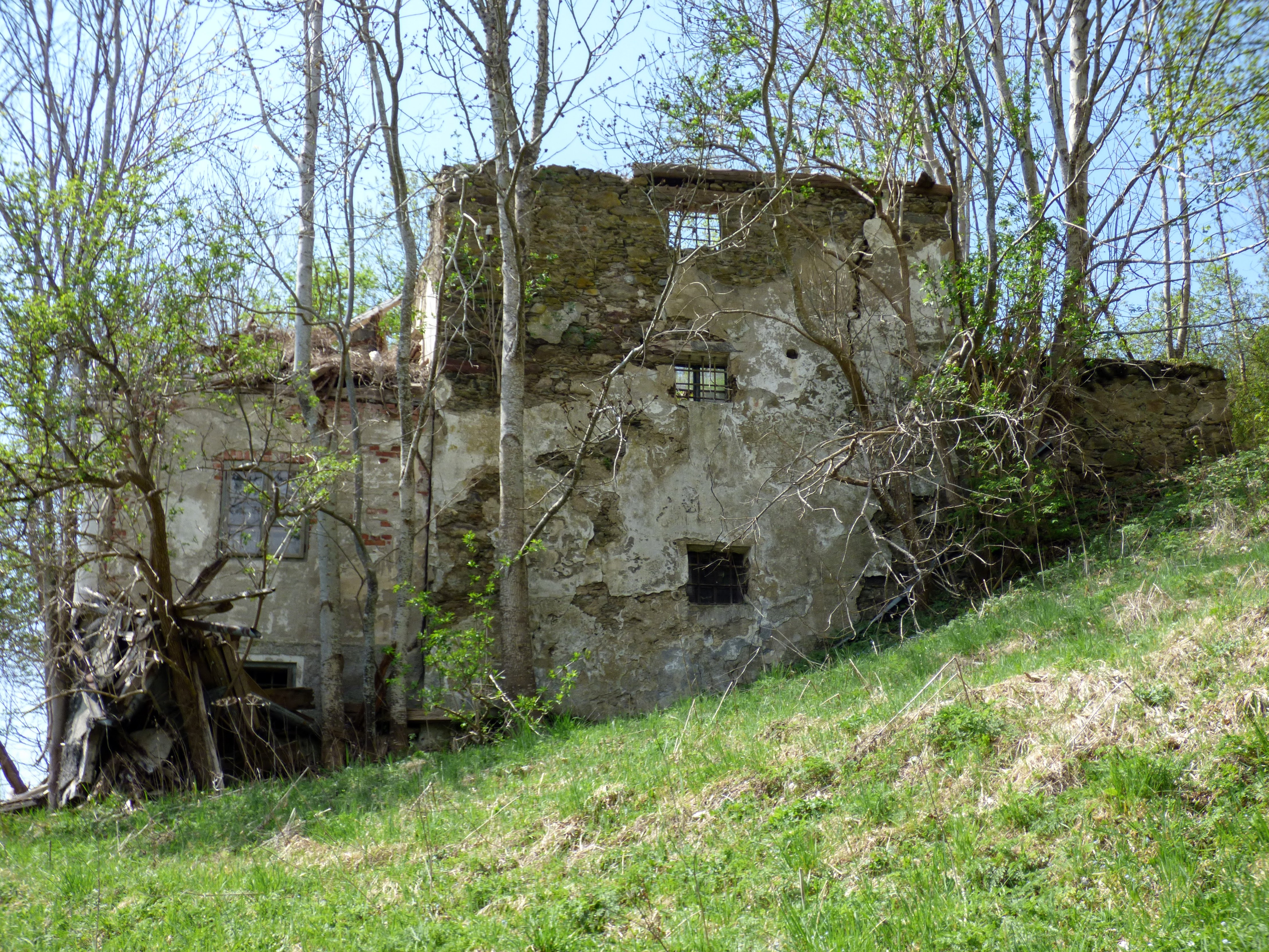
Schlossbauer
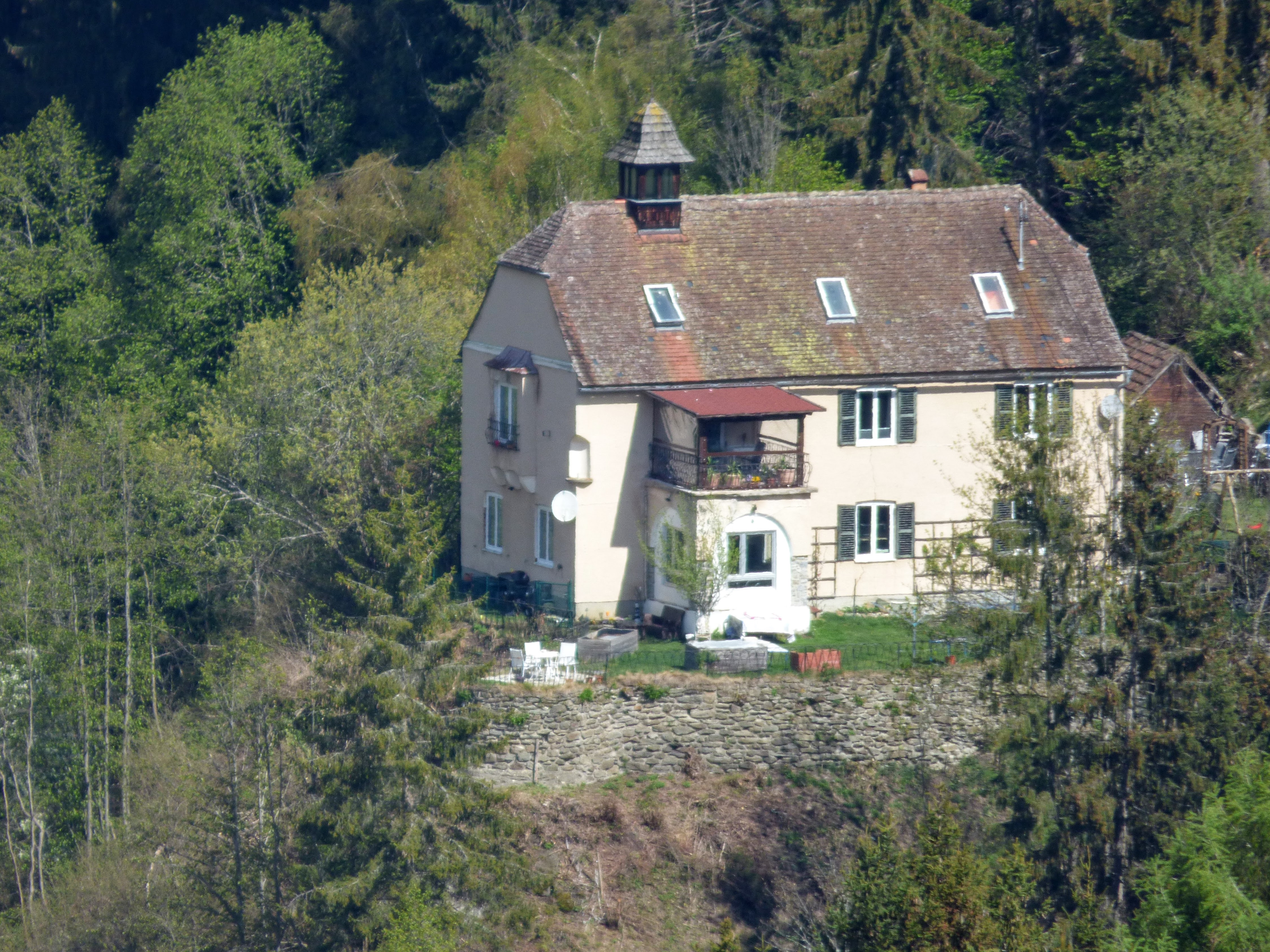
Haus Nr. 1, ehemalige Burgkapelle

#### Heft
Offiziell als Teil der Ortschaft Zosen geführt werden jene Häuser des Ortes Heft, die auf dem Gebiet der Katastralgemeinde Zosen liegen. Dazu zählen das im Kern aus dem 16. Jahrhundert stammende Deutschhammerhaus, der im 18. Jahrhundert als Gewerkensitz errichtete Gotthardshof, das ehemalige Verwaltungsgebäude des Hochofens Heft, sowie westlich oberhalb der Hof Hutterer (Heft Nr. 53).
Bei den Volkszählungen wurde für das Dorf Heft als Ortschaftsbestandteil von Zosen ausgewiesen:
- 1890: 7 Häuser, 146 Einwohner
- 1900: 7 Häuser, 49 Einwohner
- 1910: 14 Häuser, 118 Einwohner
- 1923: 10 Häuser, 102 Einwohner
- 1961: 15 Häuser, 171 Einwohner

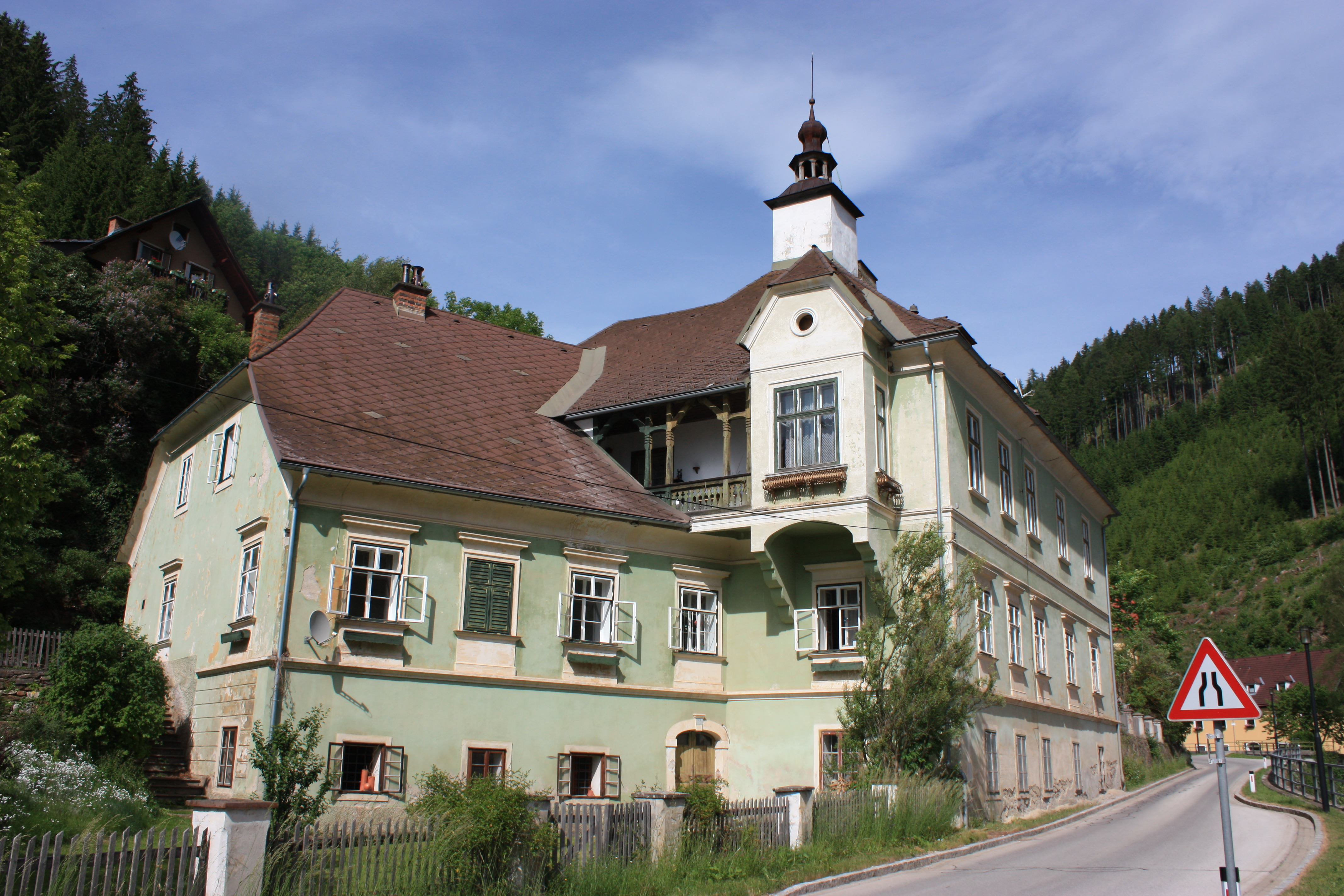
Gotthardshof, Heft Nr. 73
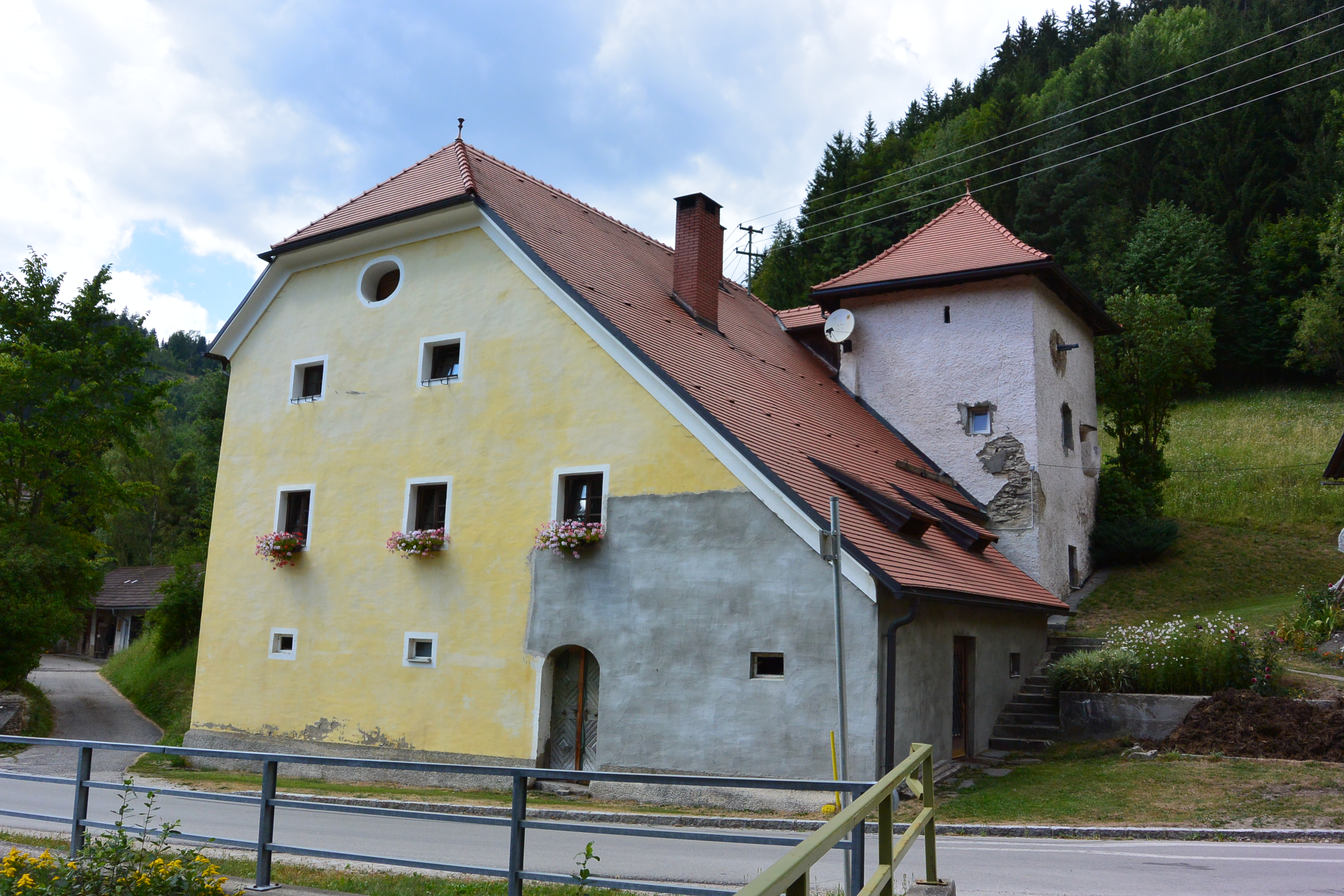
Deutschhammerhaus, Heft Nr. 75
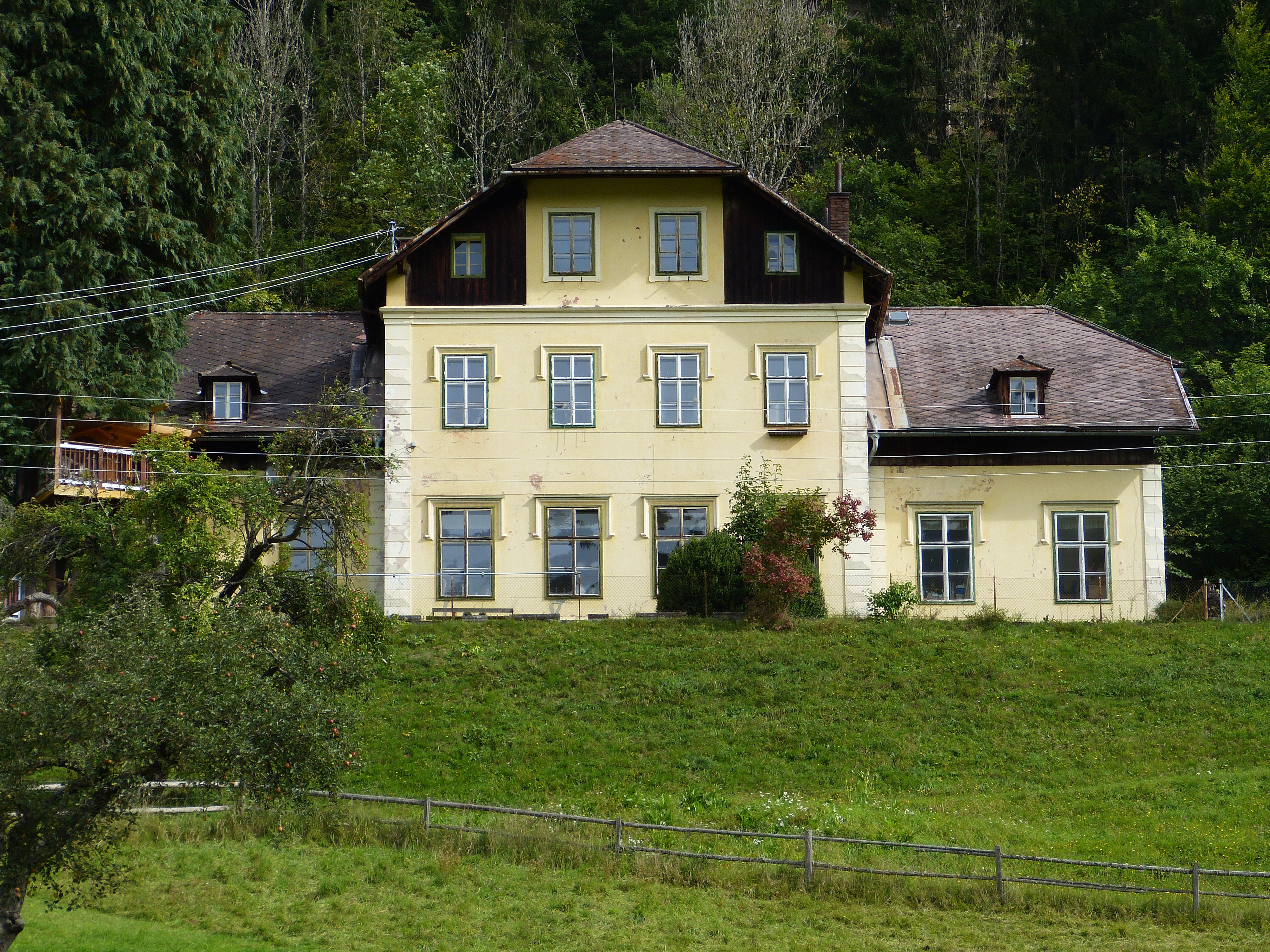
Ehemalige Volksschule, Heft Nr. 84
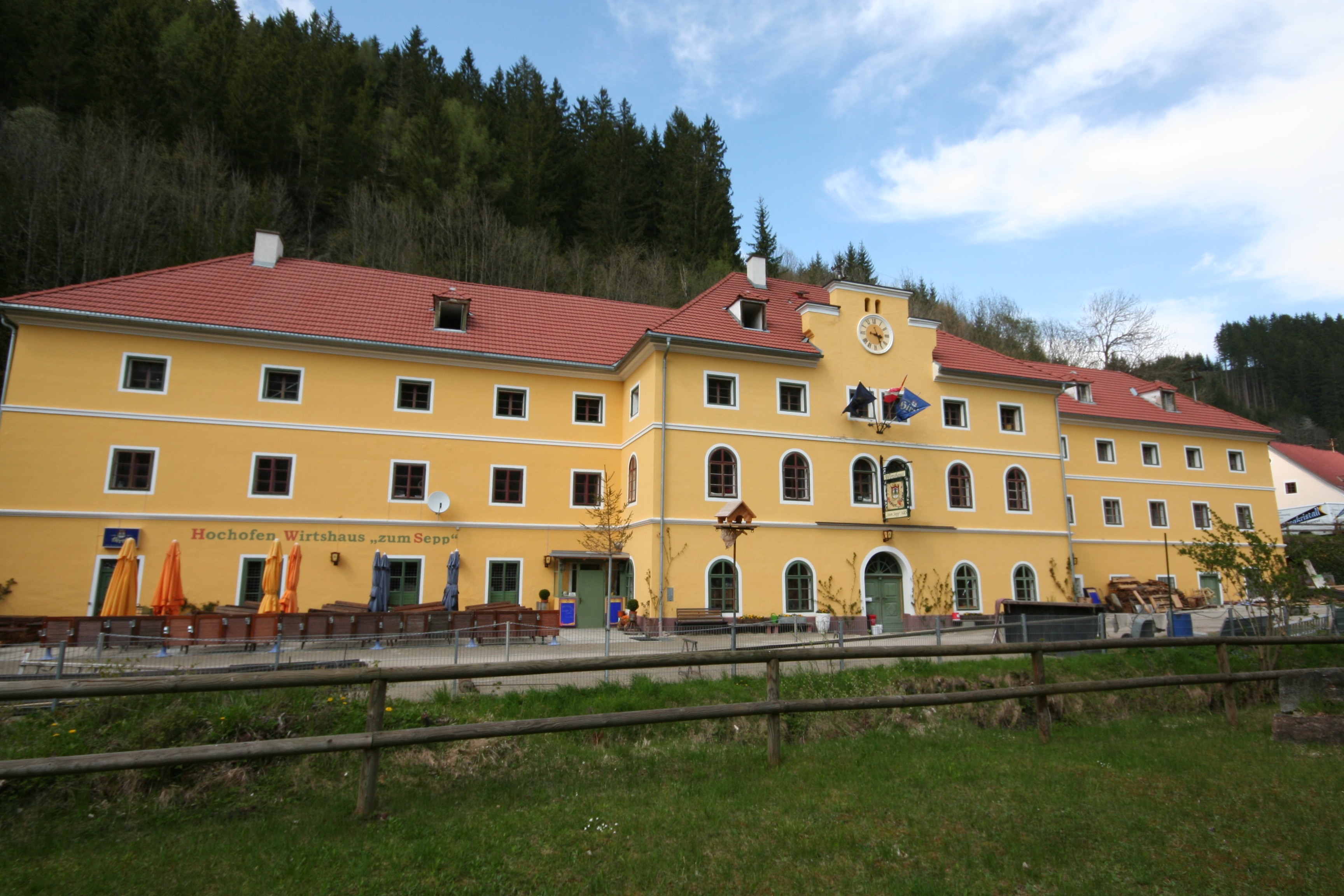
Verwaltungsgebäude des Hochofens, Heft Nr. 80

## Geschichte
In der Steuergemeinde Zosen liegend, gehörte der Ort Zosen in der ersten Hälfte des 19. Jahrhunderts zum Steuerbezirk Althofen (Herrschaft und Landgericht). Bei Gründung der Ortsgemeinden im Zuge der Reformen nach der Revolution 1848/49 kam Zosen an die Gemeinde St. Johann am Pressen. Der Niedergang des Bergbaus im Raum Hüttenberg und die Land- und Höhenflucht führten zu einem drastischen Bevölkerungsrückgang auch für den Ort Zosen: Von 475 Einwohnern im Jahr 1890 sank die Bevölkerungszahl auf nur mehr 60 Einwohner im Jahr 2021. Bei der Gemeindestrukturreform 1973 wurde die Gemeinde St. Johann am Pressen aufgelöst; der Ort Zosen gehört seither zur Marktgemeinde Hüttenberg.

## Bevölkerungsentwicklung
Für die Ortschaft ermittelte man folgende Einwohnerzahlen:
- 1869: 51 Häuser, 305 Einwohner[2]
- 1880: 46 Häuser, 301 Einwohner[3]
- 1890: 51 Häuser, 475 Einwohner[4]
- 1900: 52 Häuser, 428 Einwohner[5]
- 1910: 51 Häuser, 331 Einwohner[6]
- 1923: 49 Häuser, 330 Einwohner[7]
- 1934: 312 Einwohner[8]
- 1961: 45 Häuser, 312 Einwohner[9]
- 2001: 44 Gebäude (davon 28 mit Hauptwohnsitz) mit 45 Wohnungen; 102 Einwohner und 2 Nebenwohnsitzfälle; 38 Haushalte; 1 Arbeitsstätte, 13 land- und forstwirtschaftliche Betriebe[10]
- 2011: 33 Gebäude, 88 Einwohner, 34 Haushalte, 1 Arbeitsstätte[11]
- 2021: 37 Gebäude, 59 Einwohner, 30 Haushalte, 11 Arbeitsstätten[12]